# Omya
Omya è un'azienda produttrice di minerali, principalmente filler e pigmenti derivati da carbonato di calcio e dolomite, anche distributrice mondiale di prodotti chimici speciali.
I principali mercati dell'azienda sono i prodotti forestali (prodotti a base di fibre come carta, cartone e fazzoletti), polimeri, materiali da costruzione (vernici, rivestimenti, sigillanti, adesivi e materiali da costruzione), alimenti, mangimi, prodotti farmaceutici, cosmetici, prodotti ambientali e agricoltura.
Fondata nel 1884 in Svizzera, Omya ha una presenza globale che si estende a più di 175 sedi in oltre 50 paesi con 8.000 dipendenti.
La società è oggetto di critiche per il suo approvvigionamento di marmo nelle cave delle Alpi Apuane, un'area di elevato pregio naturalistico e paesaggistico, al fine di polverizzarlo per realizzare carbonato di calcio.